# 트래직 템플
트래직 템플(Tragic Temple)은 대한민국의 힙합 그룹이다. 1999년 Tafka Buddah의 원맨 밴드로 시작한 Tragic Temple은, SNP에서 "Rappin Queen"이란 곡을 발표하는 것으로 활동을 시작하였다. 2000년에는 SNP 내의 다수의 래퍼들이 참여한 앨범 "Chapter 1"을 발표, 클럽 내의 사람들에게 판매하였다. 앨범 발표 후에는 Hustla, Mark1, A.U, Mazik, B-Soap 등 5명의 멤버를 보강하여 팀으로 성장하였으며, 이어 작업한 곡들을 계속 MP3의 형태로 공개하였다. 그러나 활동이 뜸해지고, Tafka Buddah가 "6AM"이라는 새로운 프로젝트를 준비하면서 팀은 해체되었다.
대표곡: Rappin Queen, 3:16, Mistrace

## 디스코그래피
- 2000년 LP Chapter 1